# Шаракан (збірка віршів)
Шарака́н — назва збірки якнайдавніших духовних віршів Вірменії, створених в період з 5 по 8 ст. 

У числі авторів: Месроп Маштоц, Святий Саак I (Партев), Мандакуні, Мовсес Хоренаци, Нерсес IV (Шноралі), Комітас.
Таку ж назву має і вірш (пісня) з цієї збірки. Пісні (шаракани) об'єднуються в шарки — цикли, присвячені певному дню церковного календаря. Збірки шарків мають назву шаракноц.